# День працівника фондового ринку
День працівника фондового ринку — професійне свято України. Відзначається щорічно 12 червня.

## Історія свята
Свято встановлено в Україні «…ураховуючи значний внесок працівників фондового ринку у прискорення економічних реформ та створення реальної ринкової економіки, роль фондового ринку в процесі залучення інвестицій в економіку України, поліпшенні інвестиційного клімату…» згідно з Указом Президента України «Про День працівника фондового ринку» від 11 березня 2008 р. № 202/2008.